# Lijst van parken en reservaten in Tasmanië
Onderstaande parken en reservaten in de Australische deelstaat Tasmanië worden beheerd door de Tasmania Parks and Wildlife Service.

## Nationale Parken
B

Ben Lomond
C

Cradle Mountain-Lake St Clair
D

Douglas-Apsley
F

Franklin-Gordon Wild Rivers -- Freycinet
H

Hartz Mountains
K

Kent Group
M

Maria Island -- Mole Creek Karst -- Mount Field -- Mount William
N

Narawntapu
R

Rocky Cape
S

Savage River -- South Bruny -- Southwest -- Strzelecki
T

Tasman
W

Walls of Jerusalem